# Выборы в Территориальное собрание Французского Того (1955)
Выборы в Территориальное собрание Французского Того проходили 12 июня 1955 года. В результате Партия прогресса Того и Союз вождей и народов Севера получили по 15 мест из 30 мест Собрания. Комитет единства Того бойкотировал выборы.

## Результаты
| Партия                              | Голоса  | %    | Места | +/−   |
| ----------------------------------- | ------- | ---- | ----- | ----- |
| Союз вождей и народов Севера        | 79 876  | 53,8 | 15    | 0     |
| Партия прогресса Того               | 66 500  | 44,8 | 15    | +11   |
| Движение тоголезского народа        | 2 089   | 1,4  | 0     | новая |
| Недействительных/пустых бюллетеней  | 8 125   | −    | −     | −     |
| Всего                               | 156 590 | 100  | 30    | 0     |
| Зарегистрированных избирателей/Явка | 190 053 | 82,4 | −     | −     |
| Источник: Sternberger et al.        |         |      |       |       |